# Frank Lagana
Frank Lagana, aussi appelé Frankie Lagana, est un footballeur italo-australien né le 22 février 1985 à Shepparton en Australie et évoluant au poste de milieu de terrain et d'attaquant. Il mesure 1,77 m et pèse 71 kg.

## Biographie

### L'exil vers l'Europe
Frank a commencé par intégrer en 2002 l'Australian Institute of Sport de Canberra. Apparaissant comme un joueur très prometteur, de nombreux clubs européens s'intéressent à son cas. Au bout d'un an et demi de formation, il est recruté par le club italien d'Empoli Football Club évoluant en Série B. Il jouera tout d'abord avec les équipes réserve du club afin de s'habituer à sa nouvelle vie. Mais l'aventure se termine prématurément, car finalement Frankie décide de rentrer en Australie seulement un an après son arrivée en n'ayant joué aucune rencontre avec l'équipe première.

### Le retour au pays
En arrivant, il signe en juillet 2004 à  Heidelberg United, club dans lequel il peut acquérir de l'expérience. Au bout de 2 ans et demi, il est recruté en janvier 2007 par Essendon Royals mais il y reste seulement un an. En effet, en janvier 2008 il signe au Oakleigh Cannons.Là aussi, le scénario se répète. Frankie s'en va au bout d'une année en janvier 2009 et part rejoindre les Melbourne Knights, en portant toujours le numéro 16, son numéro fétiche. Dans ce club, c'est enfin la révélation. Frank attire de nouveau l'œil des recruteurs européens.

### L'aventure écossaise
Seulement six mois après son arrivée au Melbourne Knights, Frankie signe à l'été 2009 dans le club écossais de Airdrie United Football Club évoluant en First Division (D2). Il fait enfin son retour en Europe à l'âge de 24 ans, 5 ans après son départ d'Empoli. Évalué à 200 000 euros, il porte le numéro 8 dans son nouveau club. L'objectif principal de l'équipe est le maintien en deuxième division écossaise, après avoir été repêché de justesse à la suite des problèmes financiers de Livingston qui a finalement été rétrogradé en 3e division.
Malheureusement, à l'issue de la saison, Airdrie est relégué en 3e division écossaise: terminant avant-dernier de la ligue, ils perdent les plays-off. Frank a effectué une saison correcte, participant à 19 rencontres de championnat dont 14 comme titulaire, ainsi que 4 matchs en coupes nationales (1 de League Cup, 2 de Coupe d'Écosse et 1 de Challenge Cup). Lagana résilie son contrat en avril 2010 avec Airdrie FC, moins d'un an après son arrivée, rentrant en Australie pour se faire opérer d'une hernie. Il est aujourd'hui à la recherche d'un club.

## Carrière
- Janv. 2002 - 2003 : AIS
- 2003 - 2004 : Empoli FC
- 2004 - Déc. 2006 : Heidelberg United
- Déc. 2006 - Déc. 2007 : Essendon Royals
- Déc. 2007 - Déc. 2008 : Oakleigh Cannons
- Déc. 2008 - 2009 : Melbourne Knights
- 2009 - 2010 : Airdrie United FC [1],[2]